# L'Épervier de Maheux
L'Épervier de Maheux est un roman de Jean Carrière paru en 1972 et récompensé la même année par le prix Goncourt.

## Historique
Le roman reçoit le 20 novembre 1972 le prix Goncourt au cinquième tour de scrutin par six voix sur dix,. Il sera vendu à près de deux millions d'exemplaires dans les mois suivants, faisant de L'Épervier de Maheux le livre le plus vendu de l'histoire des prix Goncourt au moment de sa publication en grand format,. Cependant, son auteur confessera des années plus tard que l'obtention de ce prix a été pour lui un poids dans la suite de sa carrière d'écrivain .

## Résumé
Après le départ de son frère Samuel, parti à la ville, Abel Reilhan reste un des derniers habitants du hameau de Maheux, au-dessus du Mazel-de-Mort (lieudit de Saint-Julien-d'Arpaon), dans le Haut-Pays des Cévennes. Seul à défier la terre et le ciel pour survivre, à l'image du combat de l'épervier qui tourne incessamment. Abel mourra fou.
Carrière narre l'histoire des Reilhan, une pauvre famille paysanne, dans les années 1950. Elle commence par une tromperie :  le dernier habitant de Maheux, Reilhan le Taciturne, écrit à sa cousine éloignée des lettres d'amour dont il puise le texte dans des feuilletons publiés dans de vieux journaux. Profonde est la déception de l'aimée lorsqu'elle constate les dures conditions de vie et le caractère taciturne de l'auteur des lettres, à l'opposé de ce qu'elles laissaient présager. Mais le retour est impossible. Deux enfants vont naître : Abel, fort comme un ours mais déficient intellectuellement, et Joseph, le fils préféré, à l'intelligence moyenne mais faible et sans énergie.

## Éditions
- L'Épervier de Maheux, éditions Jean-Jacques Pauvert (1972).

## Source
- Patrick Cabanel, « L'Épervier de Maheux dans la presse nationale et internationale à travers un choix d'article », Causse & Cévennes, nos 2-2022,‎ avril-mai-juin 2022, p. 60-69.